# Altes Rathaus (Kleinheubach)

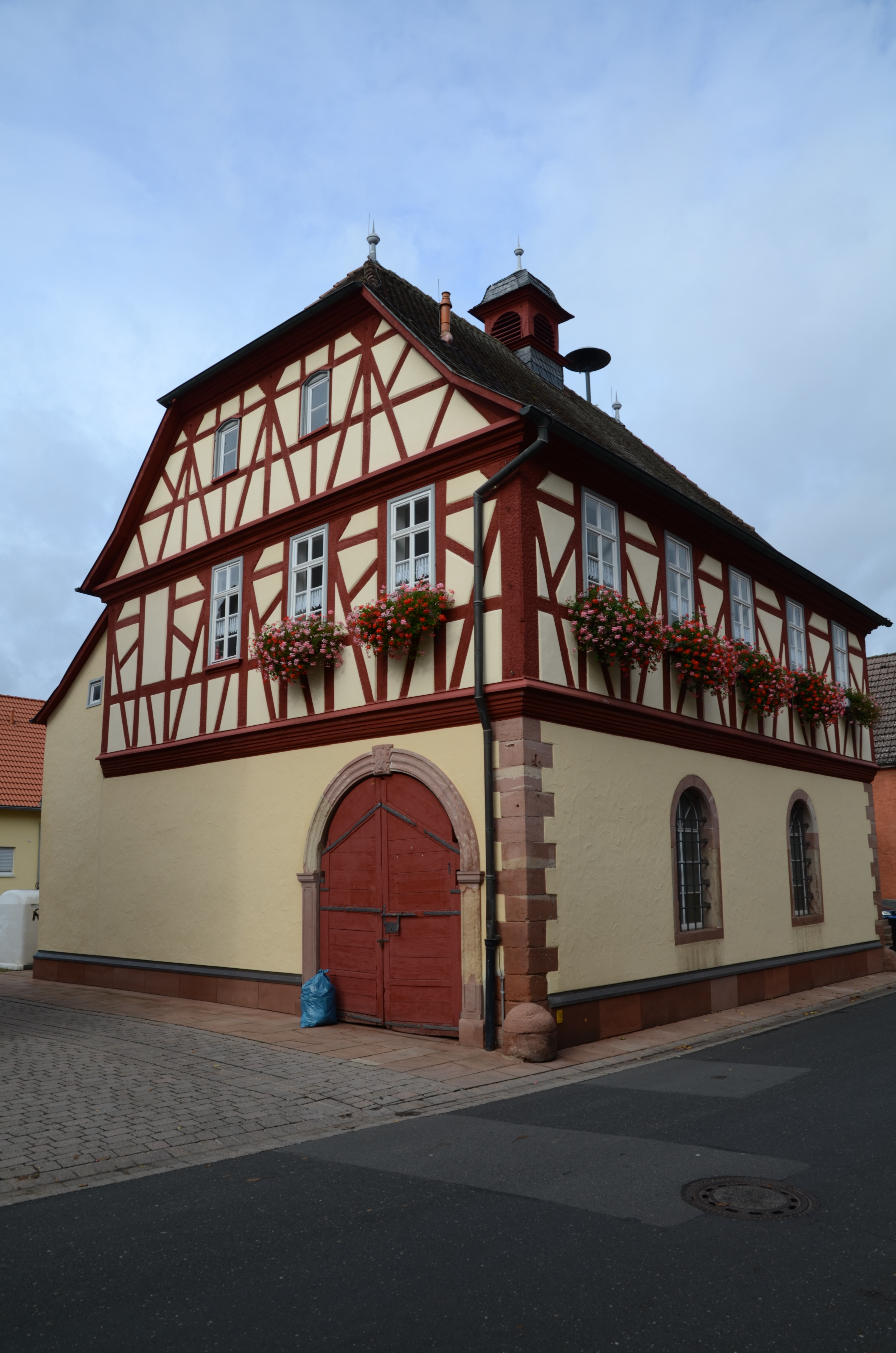
Altes Rathaus in Kleinheubach

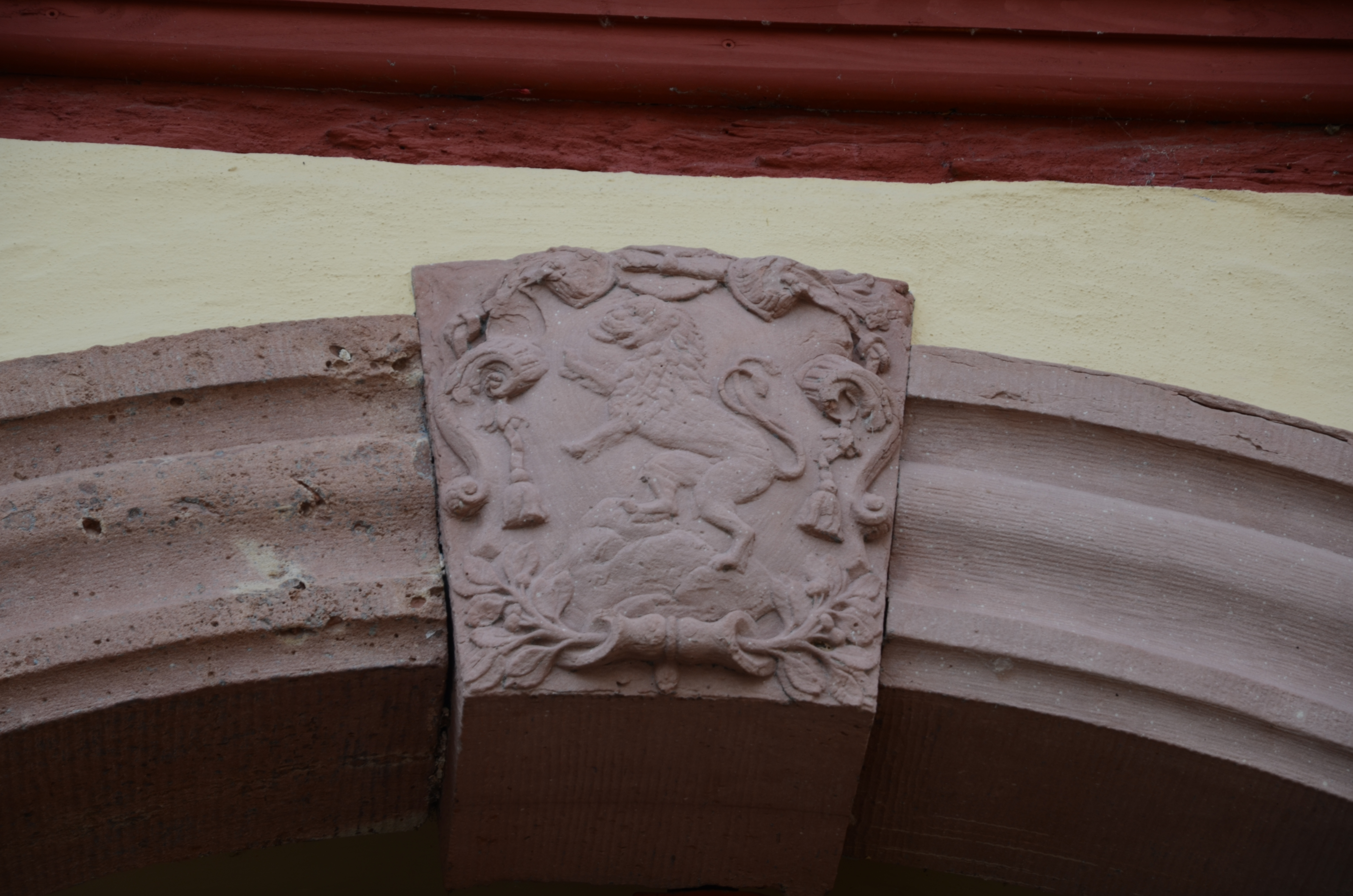
Wappenstein

Das Alte Rathaus in Kleinheubach, einer Marktgemeinde im unterfränkischen Landkreis Miltenberg in Bayern, wurde 1727 errichtet. Das ehemalige Rathaus an der Marktstraße 33 ist ein geschütztes Baudenkmal. 
Der zweigeschossige Halbwalmdachbau mit Fachwerkobergeschoss, profilierter Portalrahmung mit Wappenstein hat auf der Rückseite einen Treppenanbau mit Pultdach. Der offene Dachreiter wird von einer Haube mit Dachknauf abgeschlossen.